# 扎芬特姆
扎芬特姆（荷蘭語：Zaventem，荷蘭語發音：[ˈzaːvəntɛm]）是比利时弗拉芒大區弗拉芒布拉班特省哈勒-维尔福德区的一个市镇，西与布鲁塞尔首都大区接壤，面积27.62平方千米，人口35,184人（2021年1月1日）。扎芬特姆是弗拉芒社群的一部分，官方语言与当地多数居民使用的语言为荷蘭語，不过当地有一定数量的法语人口，但扎芬特姆并不是一个语言便利市镇，市政部门不为法语人士提供语言便利。

## 交通
布鲁塞尔机场部分位于扎芬特姆，机场下方建有布魯塞爾機場-扎芬特姆站。